# Monetair beleid
Monetair beleid of monetaire politiek is het geheel van maatregelen die een centrale bank kan nemen om de waarde van de eigen valuta stabiel te houden.
Er zijn twee soorten waarde ten aanzien van een valuta: de binnenwaarde ofwel de koopkracht en de externe waarde ofwel de wisselkoers. Monetair beleid bestaat dan ook uit twee onderdelen, de geldpolitiek en het wisselkoersbeleid.

## Behoud stabiele binnenwaarde
Maatregelen om de binnenwaarde stabiel te houden behoren tot de geldpolitiek en zijn gericht op prijsstabiliteit. Zij bestaan uit het reguleren van de omvang van de maatschappelijke geldhoeveelheid ofwel primaire liquiditeitenmassa. De groei van de geldhoeveelheid dient te worden gekoppeld aan de groei van de reële productie om zo (prijs)inflatie te voorkomen. Zou de groei van de geldhoeveelheid sneller gaan dan de groei van de productie, dan kan dit in een conjuncturele situatie van overbesteding leiden tot bestedingsinflatie. Zou daarentegen de productie sneller groeien dan de geldhoeveelheid, dan kan het geld zijn functie als betaalmiddel verliezen.
Het instrument dat het meest gebruikt wordt door een centrale bank om de binnenwaarde stabiel te houden is het manipuleren van de rente die de centrale bank vraagt als particuliere banken geld lenen bij de centrale bank. Bij de Europese Centrale Bank (ECB) is dit de refirente. Bij een dreigende bestedingsinflatie zal de ECB de refirente geleidelijk verhogen. Hierdoor maakt de ECB het voor particuliere banken duurder om kasgeld te lenen bij de centrale bank. Die banken zullen deze verhoging doorberekenen aan cliënten die bij hen geld komen lenen. De vraag naar krediet door het publiek vermindert daardoor. Hierdoor zal de groei van de maatschappelijke geldhoeveelheid afnemen en daarmee ook de vraag naar goederen (die het publiek met dat geld wil aanschaffen). De druk op de productiecapaciteit wordt minder en het gevaar van bestedingsinflatie neemt af.
Als de economie zich in een situatie van onderbesteding bevindt, dus wanneer de effectieve vraag ver onder de productiecapaciteit ligt, kan de centrale bank besluiten tot een renteverlaging. Ook nu zullen de particuliere banken deze renteaanpassing doorberekenen, de vraag naar kredieten door het publiek neemt daardoor toe waardoor ook de effectieve vraag naar goederen stijgt. Een renteverlaging in deze conjuncturele situatie van onderbesteding dient echter niet ter bestrijding van bestedingsinflatie. Door het lage niveau van de effectieve vraag is de kans hierop immers uiterst gering. Deze maatregel valt echter eerder onder conjunctuurpolitiek, omdat niet de bestrijding van inflatie centraal staat, maar het vergroten van de effectieve vraag.

## Behoud stabiele wisselkoers
Maatregelen die de wisselkoers stabiliseren vallen onder het wisselkoersbeleid en zijn gericht op beïnvloeding van de rentestand. Door het land aantrekkelijker of juist minder aantrekkelijk te maken voor buitenlandse beleggers kan de vraag naar en het aanbod van de betreffende valuta op de valutamarkt en daarmee ook de wisselkoers worden beïnvloed.
De verhogingen van de refi-rente door de ECB vanaf augustus 2006 leidden tot een algemene verhoging van de rentestand. Dit maakt de Eurozone aantrekkelijker voor buitenlandse beleggers, die alvorens te kunnen beleggen hun valuta eerst moeten omwisselen in euro's. De vraag naar euro's op de wisselmarkt neemt toe, door de maatregel stijgt de koers van de euro ten opzichte van andere valuta. Als er geen sprake is van autonome factoren die tegelijkertijd koersverlagend werken, komt de renteverhoging om de binnenwaarde stabiel te houden in conflict met de doelstelling behoud van stabiele wisselkoersen.

## Conflicterend beleid
Omdat maatregelen uit beide groepen elkaar kunnen tegenwerken, zal de centrale bank van een land meestal kiezen welke waarde van de munt stabiel moet blijven. De Europese Centrale Bank heeft expliciet gekozen voor een stabiele binnenwaarde door het noemen van een gewenst inflatiepercentage onder, maar dicht bij 2%. Ondanks druk van regeringsleiders, zowel toen de euro ten opzichte van de dollar zeer laag stond als toen de euro juist een hoge koers had, weigerde de ECB maatregelen te nemen die de koers zouden beïnvloeden. De verhogingen van de refirente vanaf augustus 2006 dienden om de groei van de maatschappelijke geldhoeveelheid te verminderen. Door de renteverhogingen werd de Eurozone echter ook steeds aantrekkelijker voor buitenlandse beleggers. Het geld dat zij beleggen betekende een toename van de maatschappelijke geldhoeveelheid. De oorspronkelijke doelstelling van de renteverhoging werd daarmee deels tenietgedaan. Bovendien leidde de toegenomen vraag naar euro's op de wisselmarkt tot een koersstijging van de euro. Dit betekende verslechtering van de concurrentiepositie van Europese exporteurs. Macroeconomisch gezien was dit weliswaar een gunstig gevolg, de effectieve vraag naar goederen nam af.
Tot aan de invoering van de euro had de Nederlandse Centrale Bank gekozen voor wisselkoersstabiliteit, omdat voor Nederland handel met het buitenland juist zeer belangrijk was. Hierbij ging het vooral om een stabiele koers tussen gulden en Duitse mark. Voor het euro-blok speelt de internationale handel een veel kleinere rol, omdat de meeste handel plaatsvindt tussen de lidstaten van de euro-zone onderling. Vandaar de keuze van de ECB voor een stabiele binnenwaarde van de euro. Overigens geldt hetzelfde voor de Verenigde Staten. De Federal Reserve Bank heeft dit weliswaar nooit formeel bevestigd, maar dit beleid kan worden afgeleid uit het feit dat er nooit maatregelen zijn genomen om de koers van de dollar te beïnvloeden.